# Drepanosticta berinchangensis
Drepanosticta berinchangensis – gatunek ważki z rodziny Platystictidae.